# Makalu
Makalu (nepálsky मकालु Makálu; čínsky 马卡鲁山; pinyin Mǎkǎlǔ Shān; význam „Velká tma“) je pátá nejvyšší hora světa, která se nachází 22 kilometrů východně od Mount Everestu na hranicích Číny a Nepálu. Hlavní vrchol měří 8463 metrů. Makalu je považována za jednu z nejobtížněji dosažitelných osmitisícovek na světě. Hora je známá svými strmými stěnami a ostrými hřebeny. Finální výstup na vrcholovou pyramidu v sobě kombinuje technické skalní lezení a velkou výšku.

## Vrcholy Makalu
Makalu má dva důležité vedlejší vrcholy. Prvním je Kangčungce (Kangchungtse, Makalu-La, Makalu II), ležící 3 km severoseverozápadně od hlavního vrcholu. Dalším významným vrcholem masivu je Čomo Lonzo, který je od Kangčungtse oddělen úzkým sedlem.
| Makalu                  | 8463 m n. m. |
| Makalu – Jižní vrchol   | 8010 m n. m. |
| Čomo Lonzo              | 7818 m n. m. |
| Kangčungtse (Makalu II) | 7678 m n. m. |

## Prvovýstup
Makalu byla poprvé zdolána 15. června 1955 Lionelem Terrayem a Jeanem Couzym, členy francouzské expedice vedené Jeanem Franco. Francouzský tým lezl severní stěnou a severovýchodním hřebenem, přes sedlo mezi Makalu a Kangčungtse, takzvanou normální, klasickou cestou.

## Historie výstupů
Makalu nebyla zkoumána ani zlézána až do 50. let 20. století. Nepál byl cizincům uzavřen do roku 1949 a britské expedice postupující z Tibetu směřovaly výhradně k Everestu.
- 1954 – První pokusy o výstup provedli současně na jaře Američané jihovýchodním hřebenem (7050 m) a Britové (pod vedením Edmunda Hillaryho) od severozápadu (6500 m). Stejnou trasou, jakou zkoumali Britové, se pokusili na podzim o výstup Francouzi. Dosáhli vrcholů sousedních Kangčungtse a Čomo Lonzo.

- 1955 – Francouzi se vracejí k hoře a dokončují započatou trasu přes sedlo Makalu severní stěnou. Jako první dosáhli vrcholu hory Lionel Terray a Jean Couzy, po nich postupně všech sedm ostatních Francouzů a jeden Šerpa. Jejich výstup se stává klasickou cestou na Makalu.

- 1961 – k Makalu se vrátil Edmund Hillary se skupinou Britů a Novozélanďanů. Klasickou cestou a bez kyslíkových přístrojů dosáhli výšky 8400 m, tedy 60 m pod vrcholem.

- 1970 – Jihovýchodní hřeben. Druhý výstup na Makalu cestou prvního amerického pokusu podnikají Japonci. Na vrchol vystupují H. Tanaka a T. Ozaki. Současně vystupují jako první na jižní vrchol (8010 m).

- 1971 – Západní pilíř. Francouzi otevírají trasu impozantním pilířem oddělujícím severozápadní stěnu od jižní. Po překonání obtížných skalnatých pasáží zlézají vrchol Yannick Seigneur a B. Mellet. Jejich výstup zopakovali Američané bez kyslíkových přístrojů a bez podpory Šerpů roku 1980, kdy vrcholu dosáhl sólo John Roskelley. Potřetí přelezli západní pilíř Španělé v roce 1989, dosáhli bodu v 8350 m, kde pilíř končí, a sestoupili bez dosažení samého vrcholu hory. Další výstup západním pilířem realizovali Švýcaři Erhard Loretan a Jean Troillet alpským stylem během pouhých 2 dnů.

- 1975 – Jižní stěna. Jugoslávská expedice po předchozím pokusu roku 1972 otevírá další obtížnou trasu na Makalu jižní stěnou. V této stěně byla předtím neúspěšná rakouská expedice s Reinholdem Messnerem v roce 1974.

- 1976 – Jižní pilíř. Československá expedice dokončuje trasu svého vlastního pokusu z roku 1973. Cesta vede jižním pilířem na jižní vrchol, dále jihovýchodním hřebenem. Na jižní vrchol (8010 m) vystoupilo postupně 11 členů expedice. Dva z nich, Karel Schubert a Milan Kriššák, vystoupili 24. května na hlavní vrchol hory. S nimi zlezl Makalu i Jose Camprubi ze španělské expedice postupující jihovýchodním hřebenem. Karel Schubert zemřel druhý den při sestupu. Cesta jižním pilířem nebyla dosud zopakována.

- 1981 – Kukuczkova cesta. Po neúspěchu v západní stěně podnikl Jerzy Kukuczka přímý výstup do sedla Makalu a severozápadním hřebenem – sólo alpským stylem.

- 1982 – Pilíř západní stěny. Švýcarská expedice leze na Makalu pilířem v levé polovině západní stěny a dosahuje 7700 m. Andrzej Czok z polské výpravy později jejich cestu dokončuje sólovýstupem. Závěr trasy sleduje severozápadní hřeben.
- 1990 – Na vrchol Makalu vystoupila první žena – Američanka Kitty Kalon-Griss se spolulezcem Jottem Chatem v rámci americké expedice západním pilířem.

- 1993 – Beghinova cesta. Francouz Pierre Beghin zlézá jižní stěnu sólo alpským stylem. Nastupuje vpravo od Jugoslávské cesty (1975), do které se napojuje zhruba v polovině výstupu.

- 1995 – Severovýchodní hřeben. Japonská expedice otevírá jedinou trasu na Makalu z Tibetu.

- 1997 – Západní stěna. Po 7 neúspěšných pokusech různých výprav (1977 Američané, jaro 1981 Wojciech Kurtyka/Alex MacIntyre, podzim 1981 Kukuczka/Kurtyka/McIntyre, 1982 Švýcaři, 1992 Britové, 1993 Francouzi/Američané, 1996 Rusové) se daří prostoupit západní stěnu Makalu v její pravé části ruské expedici vedené Sergejem Jefimovem a Alexandrem Michajlovem. Kapitán družstva Salavat Chabibullin zahynul pod vrcholem, na vrchol hory však postupně vystoupili Alexej Bolotov, Jurij Jermaček, Dmitrij Pavlenko, Igor Bugačevskij (zahynul při sestupu) and Nikolaj Žilin. Jedná se o technicky nejobtížnější cestu na Makalu. Výstup byl oceněn cenou Zlatý cepín.
- 2009 – 9. února se Italovi Simone Morovi a Kazachstánci Děnisi Urubkovi zdařil první zimní výstup na Makalu klasickou cestou. Makalu byla poslední nepálskou osmitisícovkou bez zimního výstupu, při předchozím pokusu v zimě roku 2006 zmizel beze stopy francouzský horolezec Jean-Christophe Lafaille.

### Možnosti dalších prvovýstupů
Z nepálské strany se nabízejí možnosti mimořádně obtížných výstupů středem jižní stěny do sedla mezi jižním a hlavním vrcholem a západní stěnou středem. Východní stěna Makalu je pravděpodobně téměř nelezitelná pro nebezpečí lavin. Možností z tibetské strany je výstup japonskou cestou od severozápadu na Čomo Lonzo s navázáním do severní stěny nebo na severovýchodní hřeben Makalu. Stále otevřený také zůstává přechod Makalu od jihovýchodu na severozápad.

## Výstupy českých horolezců
- 1976 – Karel Schubert – jižním pilířem, první Čech na osmitisícovce (s M. Kriššákem a J. Camprubim), zahynul při sestupu.
- 1993 – Leopold Sulovský – Kukuczkova cesta alpským stylem
- 1998 – Josef Šimůnek – klasickou cestou bez kyslíku
- 1998 – Soňa Boštíková – klasickou cestou, první žena na Makalu bez kyslíku
- 2008 – Radek Jaroš – klasickou cestou bez kyslíku
- 2023 – Lukáš Jasenský – klasickou cestou bez kyslíku

## Odkazy

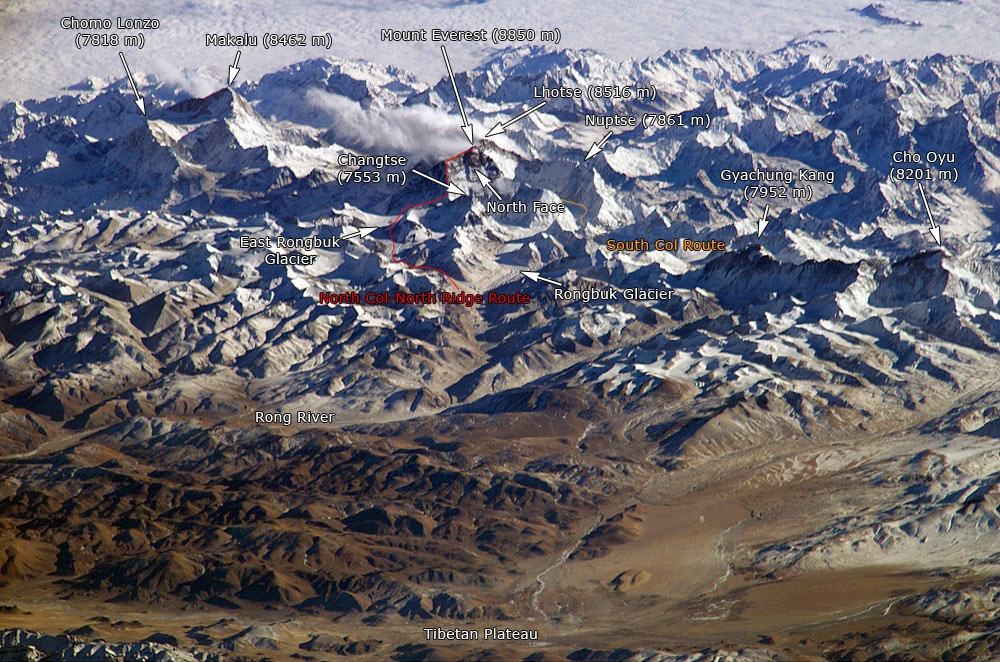
Mapa osmitisícovek v oblasti Mount Everest